# Severská kombinace na Zimních olympijských hrách 1968
V severské kombinaci na Zimních olympijských hrách 1968 v Grenoblu se v severské kombinaci konala soutěž jednotlivců. Místem konání byl Autrans (asi 15 km od Grenoblu) se skokanským můstkem Le Claret a provizorním lyžařským stadionem. Závod ve skoku se konal 1. února, závod v běhu 12. února. Vítězem se stal německý sdruženář Franz Keller.

## Přehled medailí
| Pořadí | Země                                 | Zlato | Stříbro | Bronz | Celkově |
| ------ | ------------------------------------ | ----- | ------- | ----- | ------- |
| 1.     | Západní Německo (FRG)                | 1     | 0       | 0     | 1       |
| 2.     | Švýcarsko (SUI)                      | 0     | 1       | 0     | 1       |
| 2.     | Německá demokratická republika (GDR) | 0     | 0       | 1     | 1       |
|        | Celkem                               | 1     | 1       | 1     | 3       |

## Medailisté

### Muži
| Disciplína              | Zlato                                | Výkon  | Stříbro                       | Výkon  | Bronz                                               | Výkon  |
| ----------------------- | ------------------------------------ | ------ | ----------------------------- | ------ | --------------------------------------------------- | ------ |
| Jednotlivci (K95/15 km) | Franz Keller · Západní Německo (FRG) | 449,04 | Alois Kälin · Švýcarsko (SUI) | 447,99 | Andreas Kunz · Německá demokratická republika (GDR) | 444,10 |